# Музей-усадьба П. И. Чайковского
Музей-усадьба П. И. Чайковского — мемориальный дом-музей, расположенный в городе Воткинске Удмуртской Республики. Создан в 1940 году по чертежам усадьбы начальника Воткинского завода, в которой родился и провёл детские годы композитор Пётр Ильич Чайковский. После отъезда Чайковских из Воткинска особняк горного начальника на Господской улице долгое время не имел постоянных хозяев. В конце 1930-х годов он находился в аварийном состоянии. В 1940 году, после проведения реставрационных работ, в здании был открыт мемориальный музей. Позже в состав музейного комплекса вошли и другие строения.

## Чайковский в Воткинске

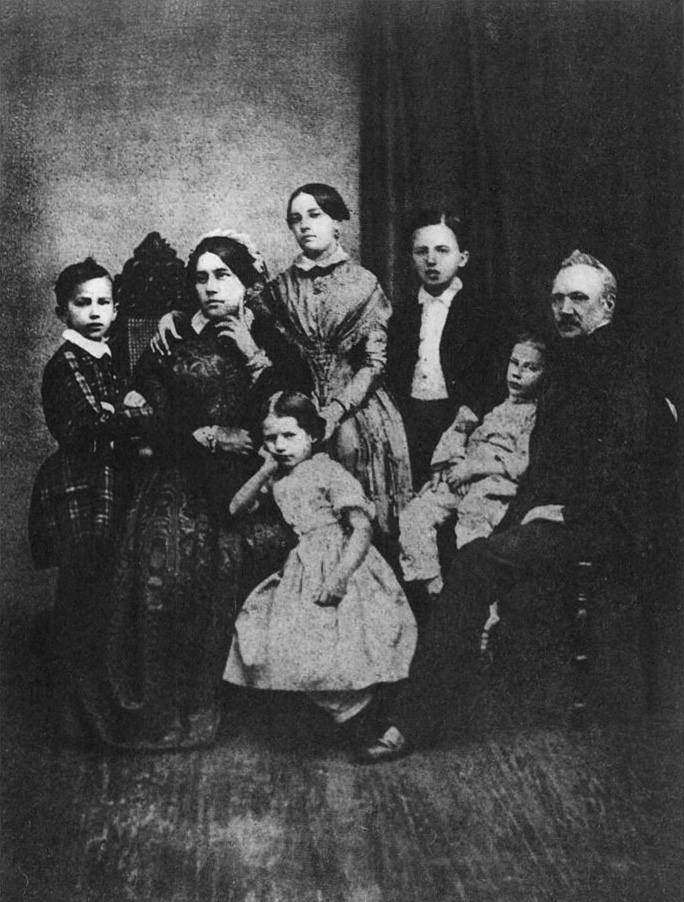
Семья Чайковских. 1848

В 1837 году отец композитора — горный инженер Илья Петрович Чайковский — получил назначение на должность начальника Камско-Воткинского железоделательного завода, находившегося в Сарапульском уезде Вятской губернии. Вместе с ним в Воткинск прибыла молодая жена — Александра Чайковская, урождённая Ассиер. Семья поселилась в доме на улице Господской (ныне — улица Чайковского), все здания на которой изначально возводились для инженеров и руководителей градообразующего предприятия. Каждый из домов имел собственный подъезд и выходил фасадом в сторону пруда. Здание № 1, в котором поселились Чайковские, было построено в 1806 году специально для начальника Камских заводов Андрея Дерябина. За тридцать лет существования особняк заметно обветшал, поэтому Илья Петрович почти четыре года занимался его реконструкцией, постепенно обновляя внутренние помещения.
В Воткинске Чайковские прожили одиннадцать лет; за это время в семье родились четверо детей. Кроме того, в доме постоянно жила дочь Ильи Петровича от первого брака. Пётр Ильич, появившийся на свет в 1840 году, начальное образование получил в домашних условиях, во время занятий с гувернанткой Фанни Дюрбах; к шестилетнему возрасту он уже мог свободно изъясняться на французском и немецком языках. Впоследствии, вспоминая о Воткинске, композитор признавался: «Я вырос в глуши, с детства, с самого раннего, проникся неизъяснимой красотой характеристических черт русской народной музыки». В свою очередь, Фанни Дюрбах спустя десятилетия писала своему бывшему воспитаннику: «С балкона мы слушали нежные и грустные песни… Вы должны помнить их, никто из вас тогда не ложился спать. Если вы запомнили эти мелодии, положите их на музыку».
Первой учительницей музыки Чайковский называл Марию Марковну Пальчикову, прибывшую в Воткинск в 1845 году. Позже композитор отзывался о ней как о человеке, которому он «очень, очень обязан». Узнав о том, что его музыкальная наставница пребывает в нужде, Пётр Ильич назначил ей пенсию из собственных средств.

Часто вечером вспоминаю я об вас, об Алапаихе, об Воткинске, я вспоминаю милую Тётеньку Надежду Тимофеевну, которой уже более нет. Но я провожу время с такими людьми, которые так же, как и вы, любят Петра Чайковского.— Из письма П. И. Чайковского отцу. Петербург, 20 июля 1851 года

## История музея
В 1848 году Илья Петрович вышел в отставку и вместе с семьёй покинул Воткинск. После отъезда Чайковских здание № 1 по Господской улице неоднократно перестраивалось, однако без постоянных хозяев его состояние неуклонно ухудшалось. До 1916 года в доме квартировали заводские начальники. Во время Гражданской войны в усадьбе размещался белогвардейский штаб. Затем в бывшем особняке находились — поочерёдно — механический техникум, семилетняя школа, столовая Дома металлистов. В 1939 году на страницах газеты «Удмуртская правда» появилась информация о том, что состояние здания, где родился композитор, близко к аварийному: «Камины в доме Чайковского, существовавшие при его жизни, превращены в груду обломков. Поломаны лестницы, испорчены потолочные балки и полы… От груды кирпичей и досок пахнет пылью и затхлым воздухом». Тогда же встал вопрос не только о восстановлении усадьбы, но и об открытии на её базе музея детства Чайковского.
Первым директором музея стал скульптор Михаил Харитонович Тутынин, на которого были возложены все реставрационные работы. Для организации музейной деятельности из Клинского дома-музея П. И. Чайковского, где уже был наработан соответствующий опыт, в Воткинск прибыл научный сотрудник Николай Константинович Рукавишников. Открытие музея состоялось в апреле 1940 года, накануне 100-летия со дня рождения композитора. Первая экспозиция выглядела весьма скромно: в Воткинск были переданы из Клина рояль и стол, принадлежавшие Чайковскому; кроме того, в музее имелось несколько картин и рисунков с изображением Петра Ильича. Первые посетители, оставлявшие записи в книге отзывов, сообщали, что экскурсия им понравилась, но «необходимо как можно больше предметов старины». Осенью того же года на базе музея была открыта детская музыкальная школа.

## В XXI веке

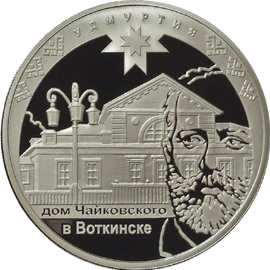
Музей-усадьба на реверсе монеты номиналом 3 рубля, выпущенной к 450-летию вхождения Удмуртии в состав России

В XXI веке музей-усадьба представляет собой своеобразный ансамбль, в состав которого входит не только бывший дом горного начальника (экспозиция «Мир детства Чайковского»), но и другие строения. Так, расположенный по соседству дом № 2 некогда был предназначен для проживания управителя завода; в 1840-х годах там квартировал начальник главной заводской конторы М. С. Вилегжанин. В дальнейшем здание передавалось разным организациям, включая женскую школу и заводской профилакторий. В 1984 году оно было отдано музею под фонды. Дом № 3 также долго не мог обрести постоянных владельцев. Во «времена Чайковских» в его стенах располагались заводской музей и библиотека. Во второй половине XIX столетия в здании жил местный врач. После его отъезда освободившиеся помещения были заняты Воткинским общественным собранием. В настоящее время в этом строении находится принадлежащий музею музыкальный салон.

Музей-усадьба П. И. Чайковского на банкноте 1000 Уральских франков 1991 года

Другие дома на Господской улице в течение десятилетий лет использовались в качестве казённых квартир для заводских управленцев разного уровня. Одно из зданий (бывший «дом полицмейстера») преобразовано в выставочный зал с постоянно действующими экспозициями «Чайковский-композитор» и «Чайковский и современный музыкальный театр», а в так называемой «людской избе» развёрнута экспозиция «Быт и культура горнозаводского населения Воткинского завода в XIX веке». Практически во всех помещениях воссоздан антураж 1840-х годов.

## Галерея

Виды усадьбы
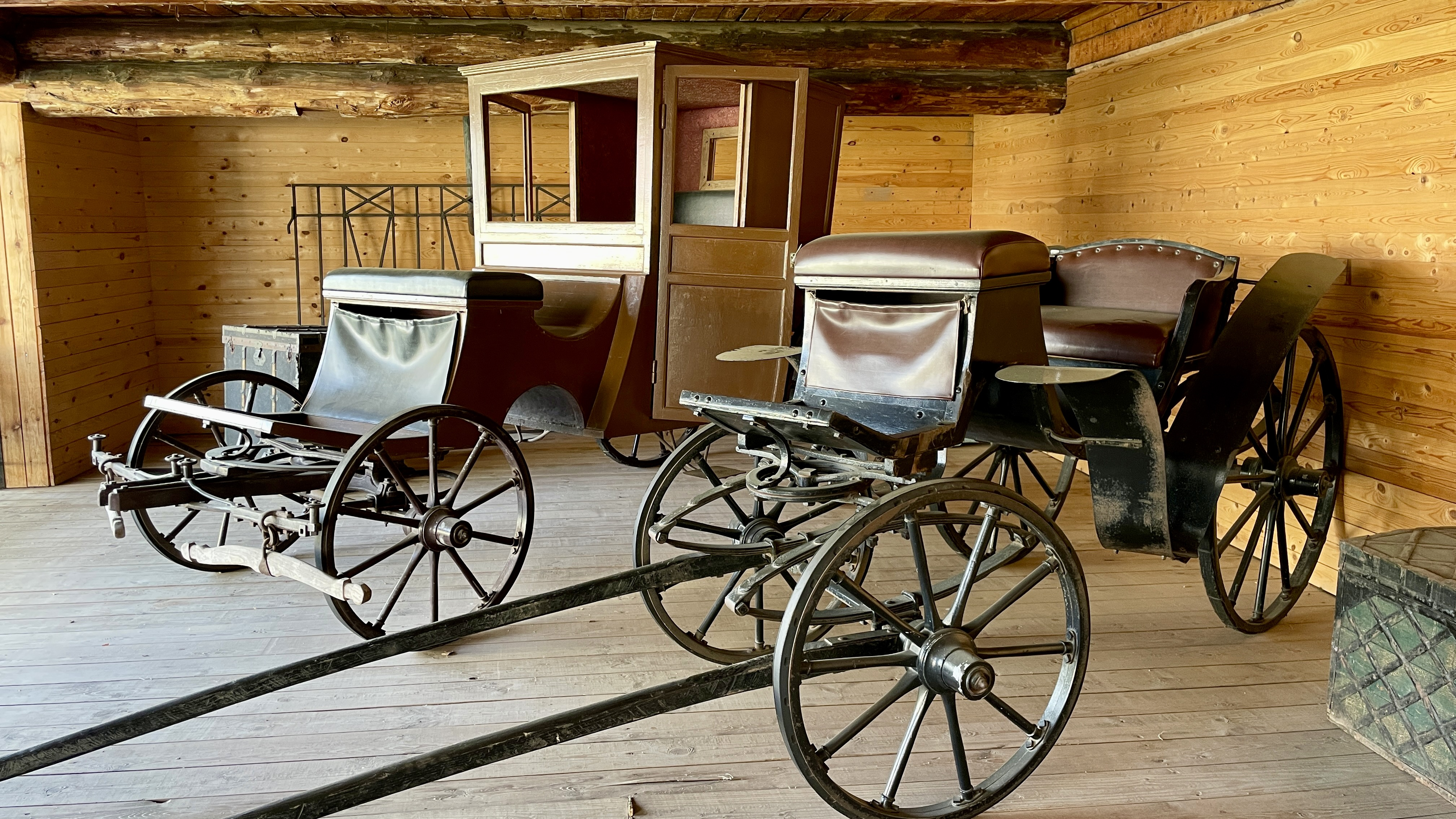
Каретный сарай
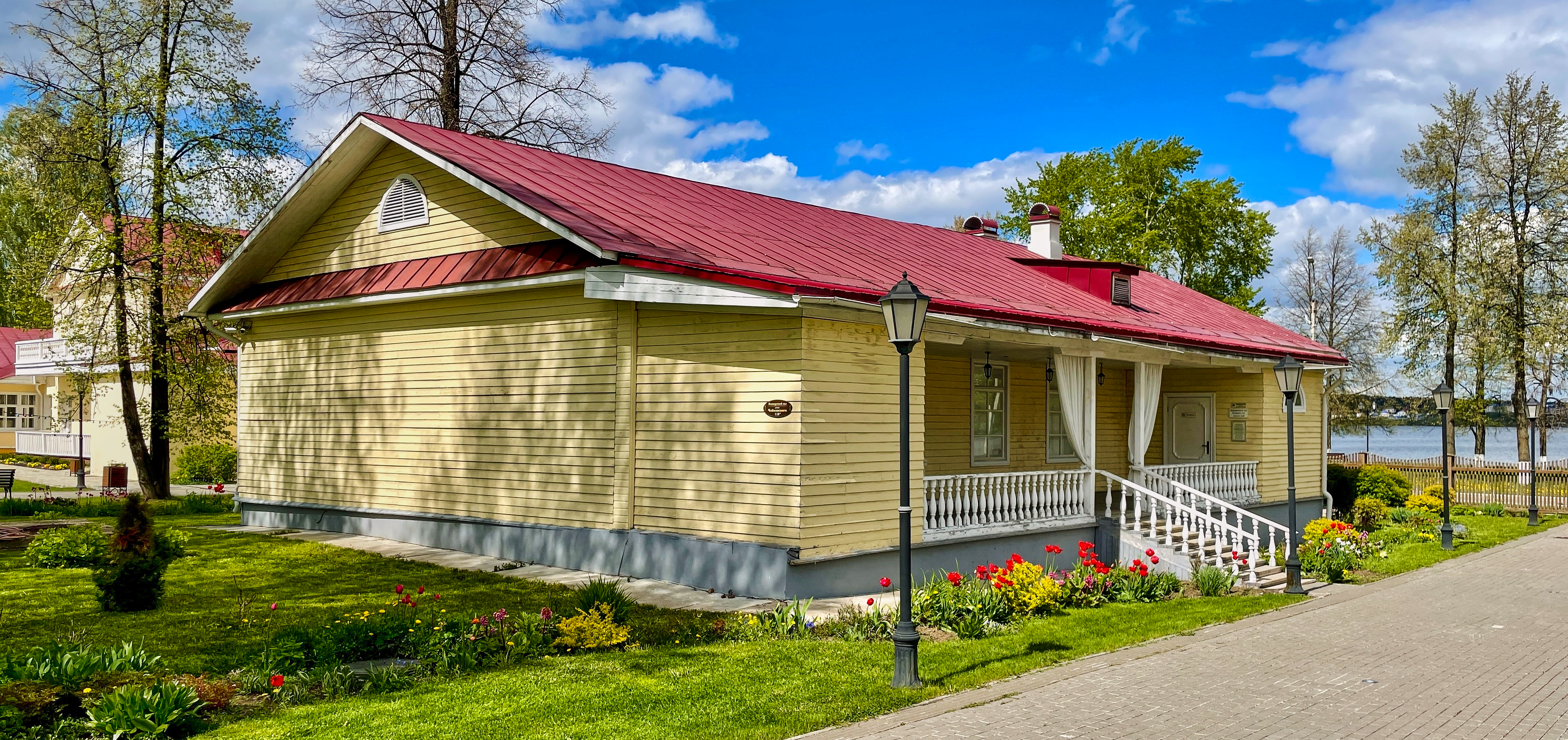
Музыкальный салон
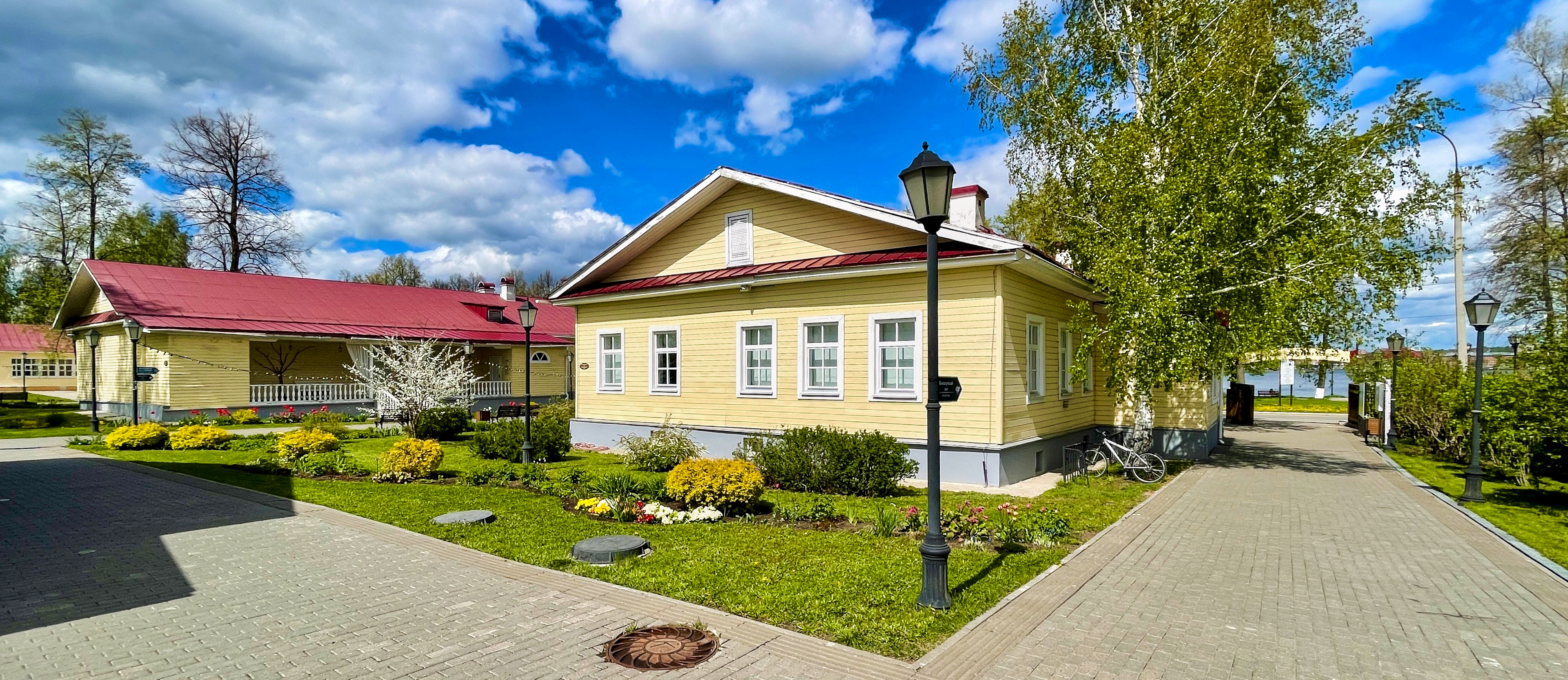
Выставочный зал
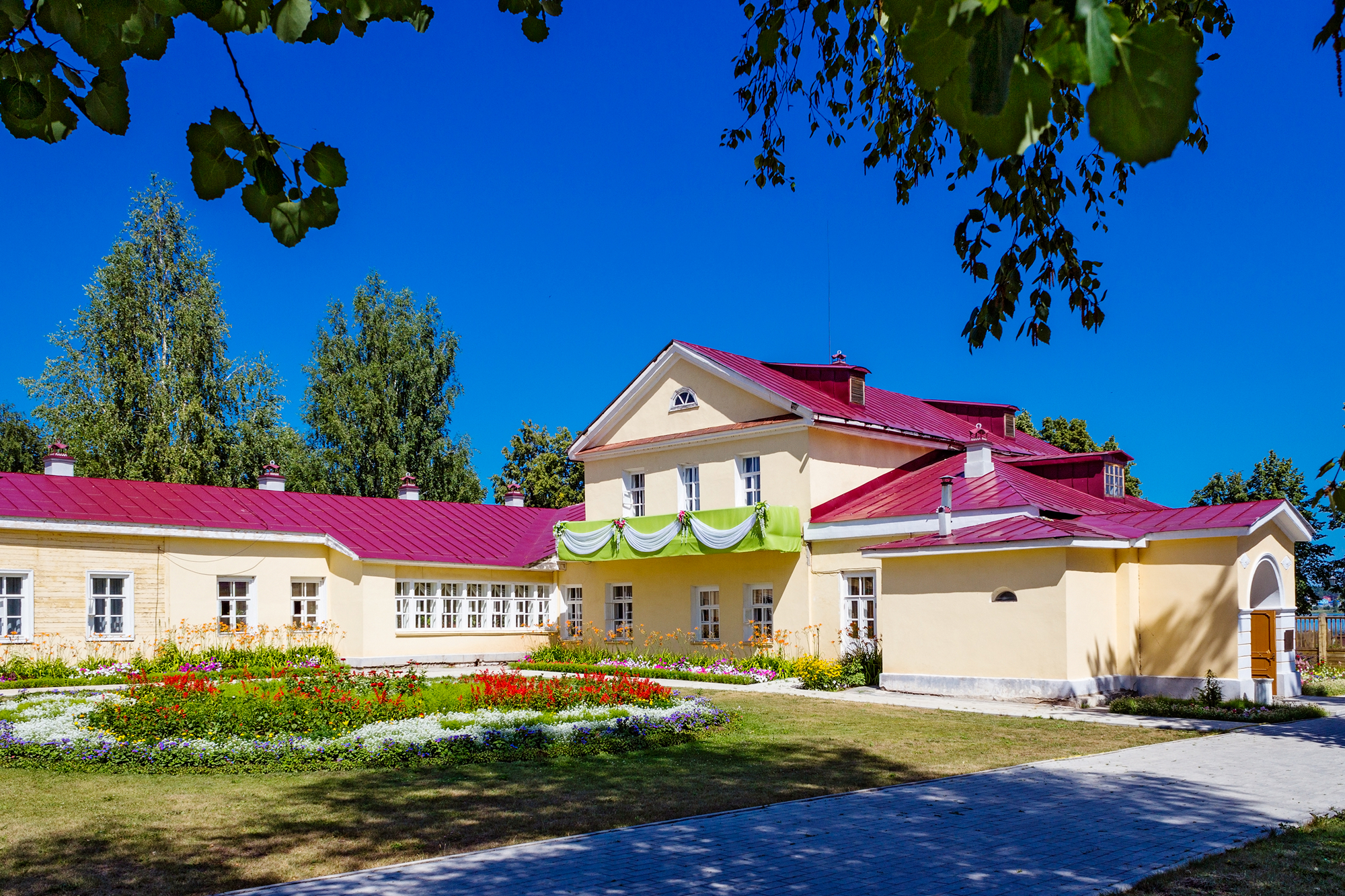
Главный дом (вид со двора)
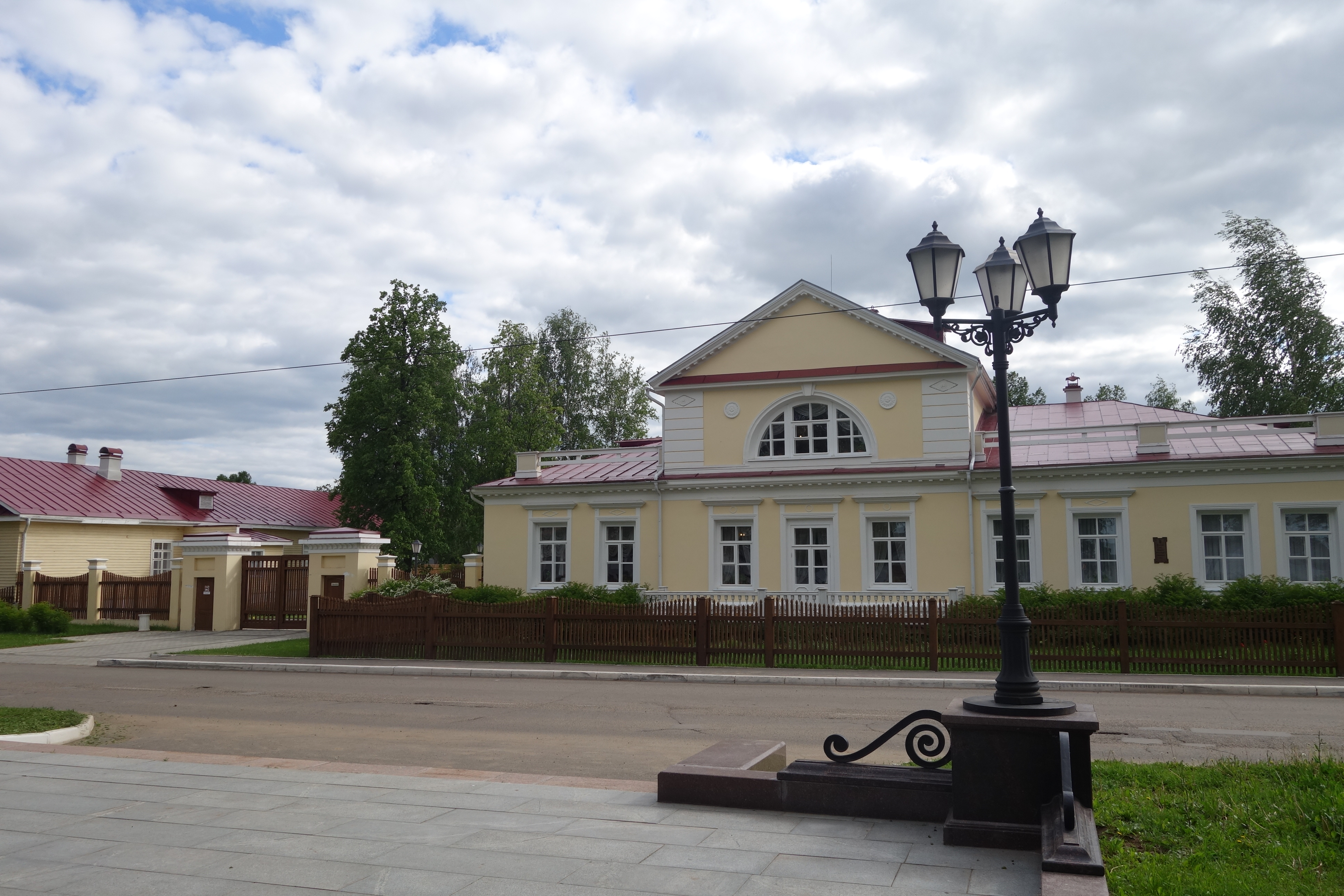
Главный дом (вид с улицы)

Интерьер главного дома
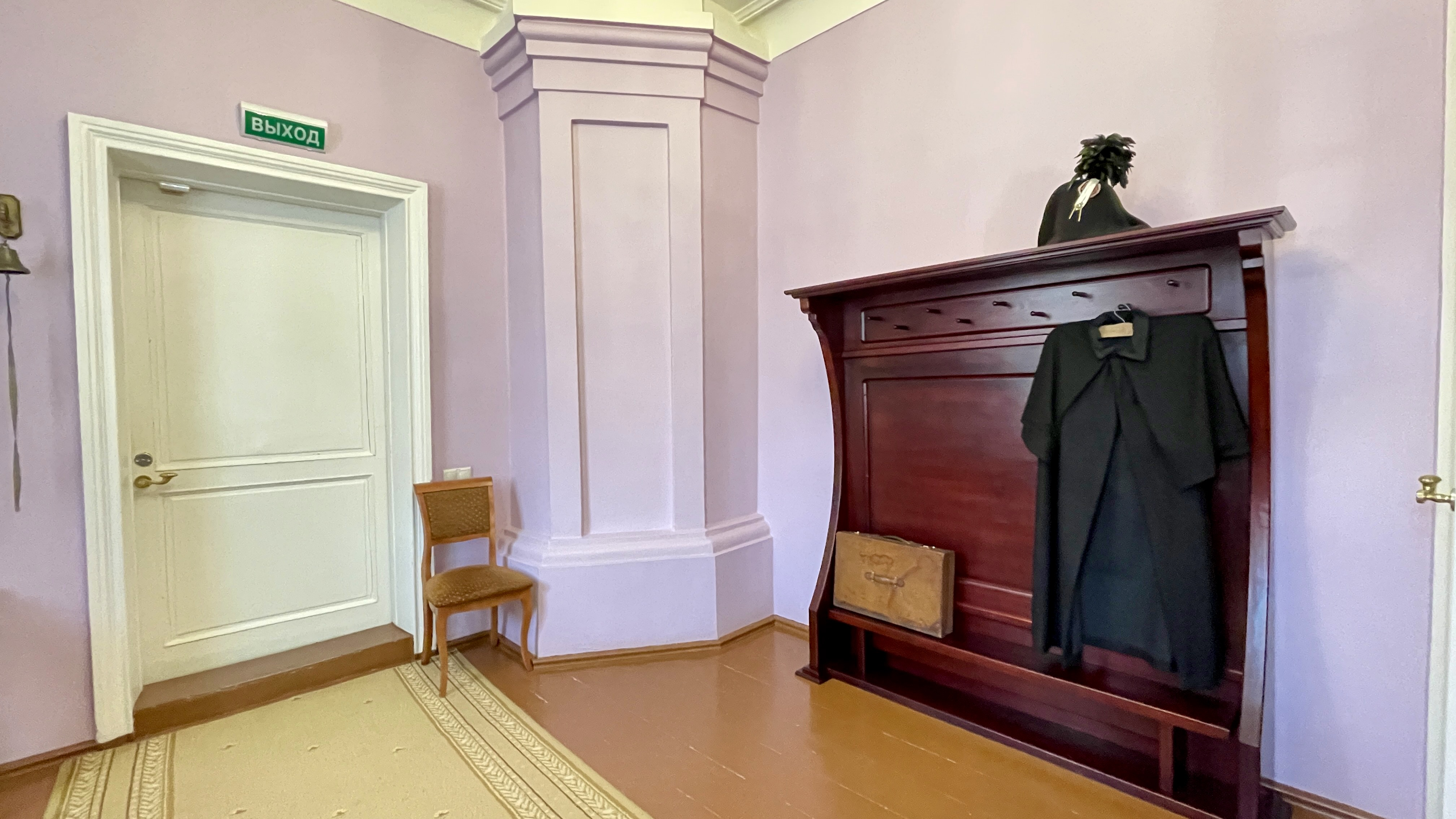
Прихожая
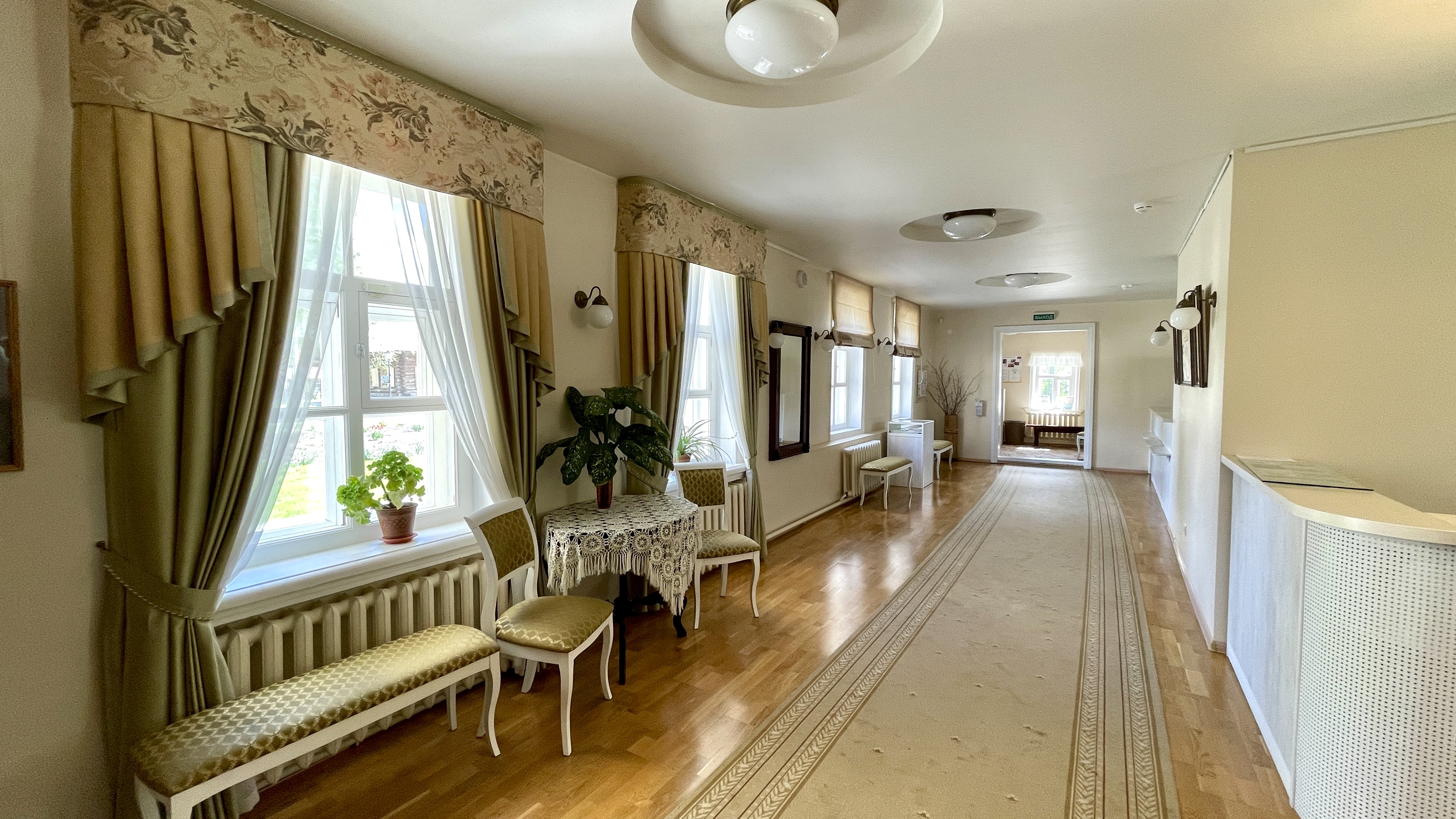
Вестибюль
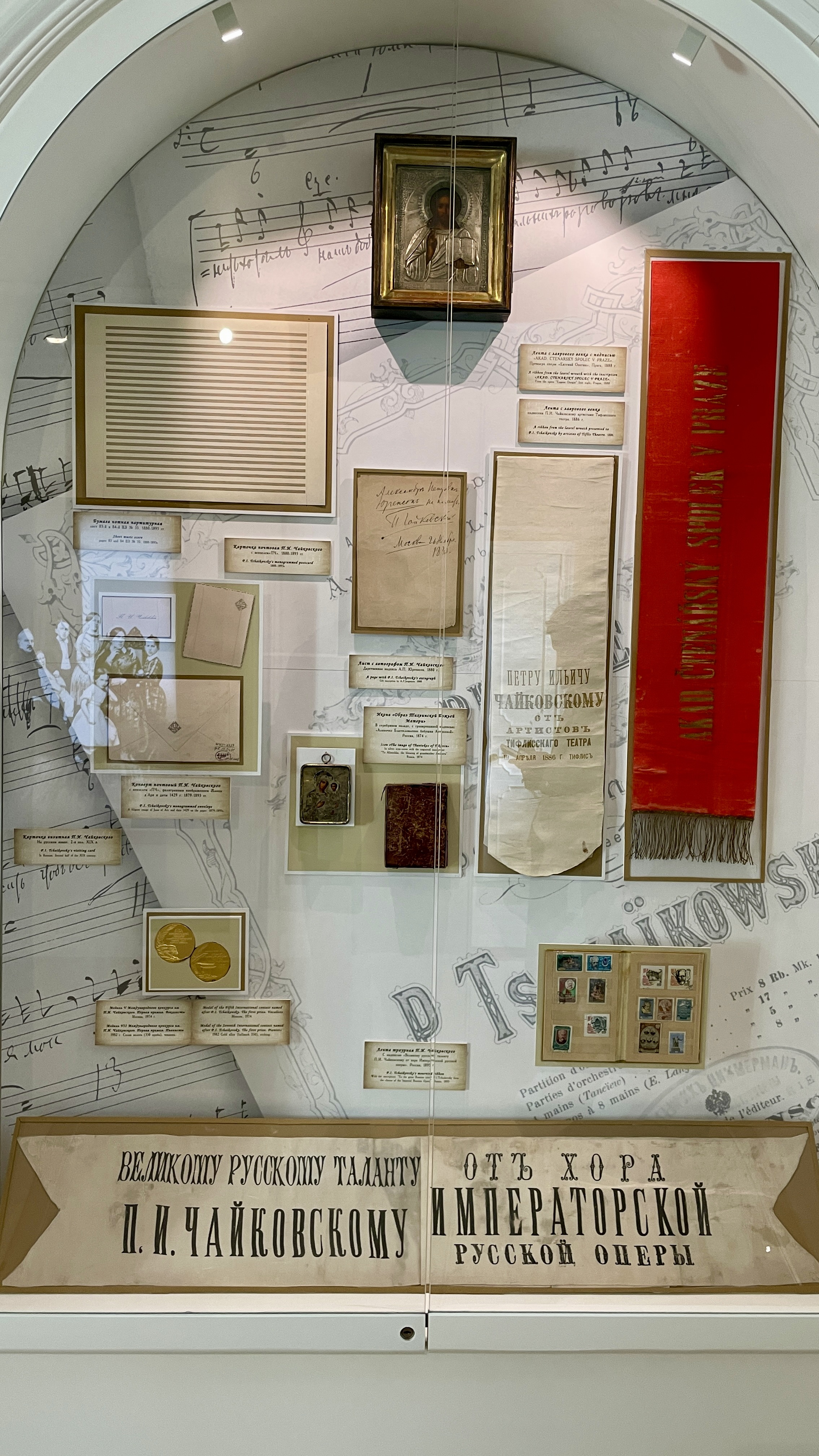
Вводный зал
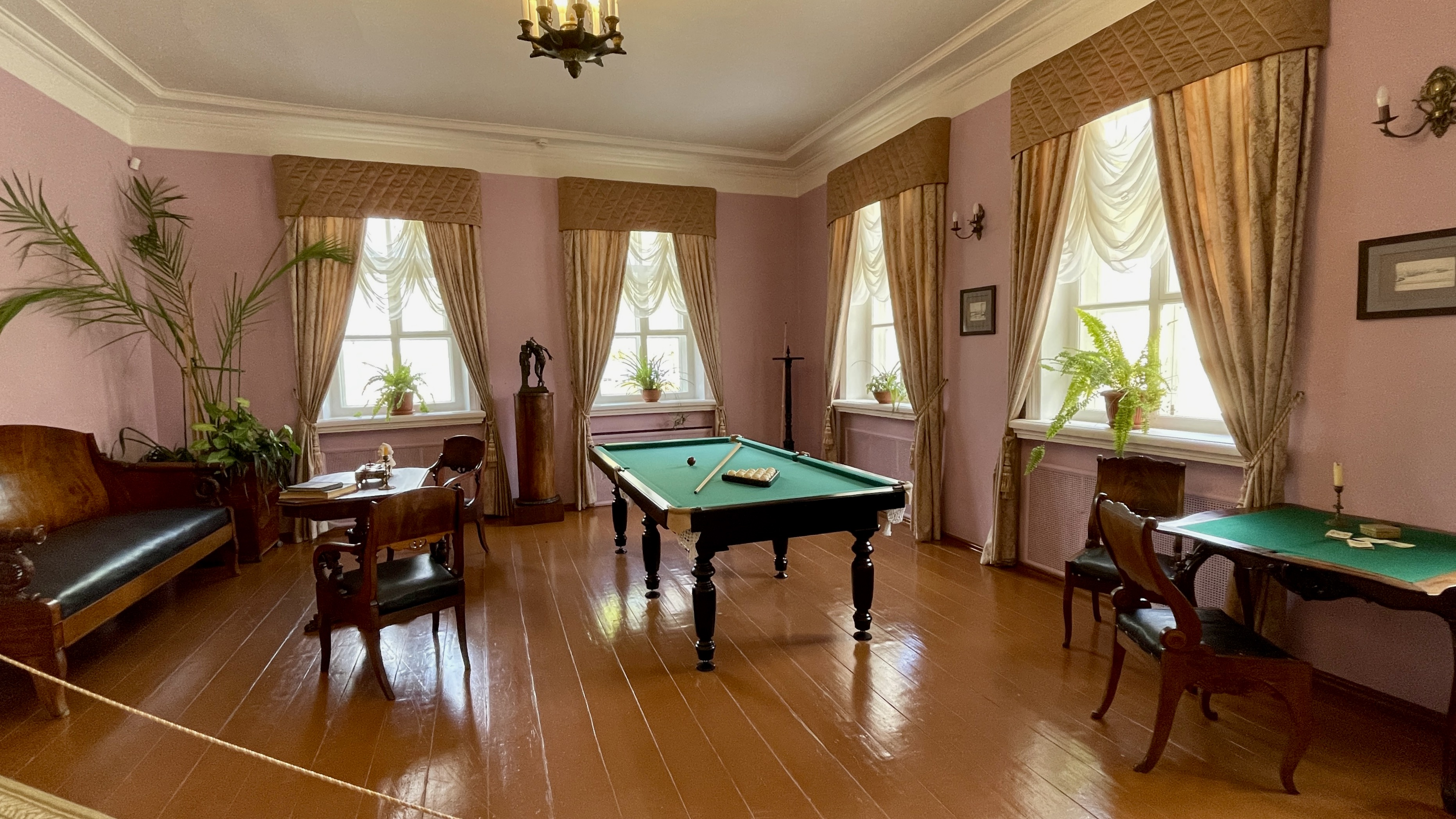
Приёмная
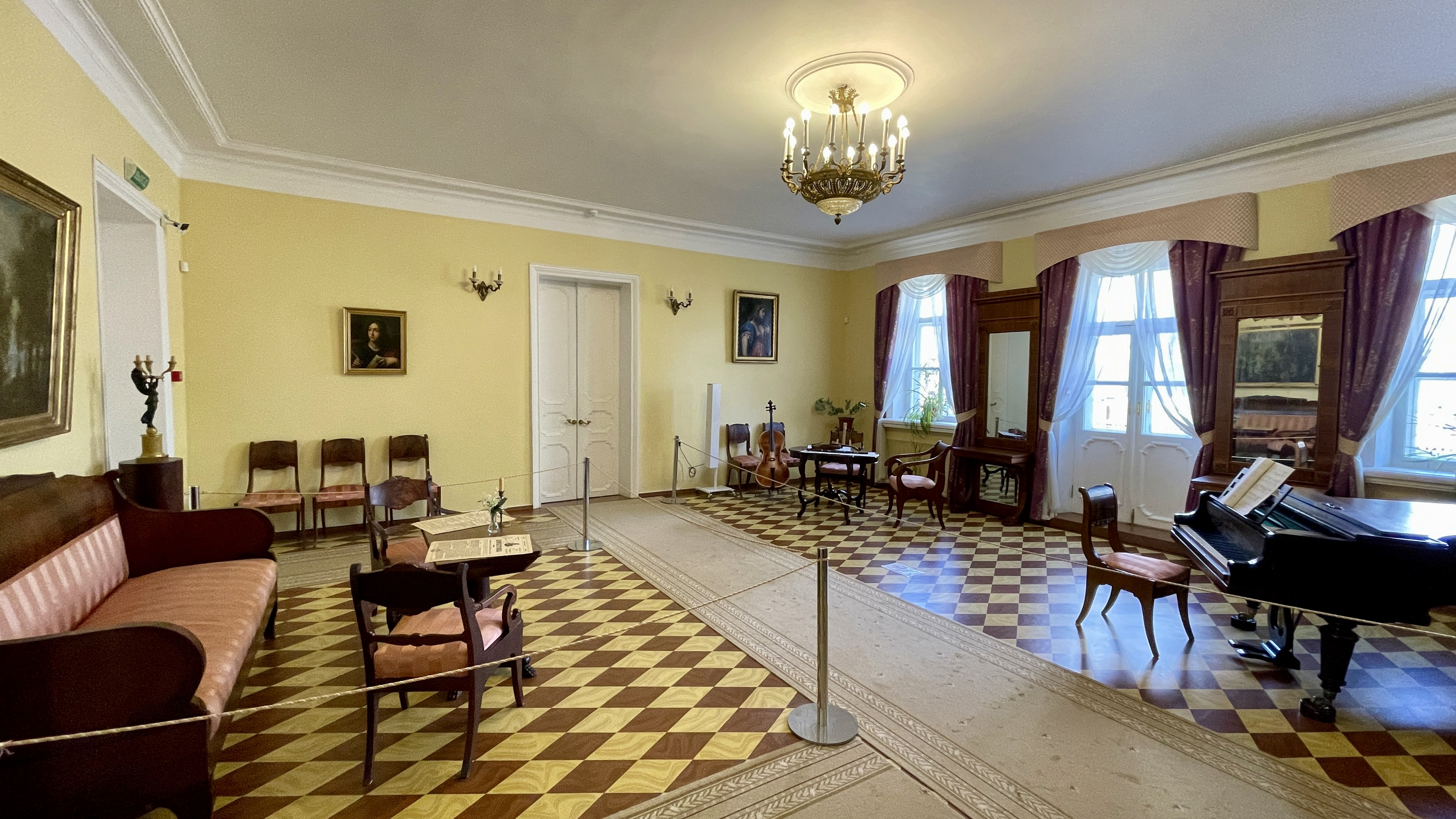
Зала
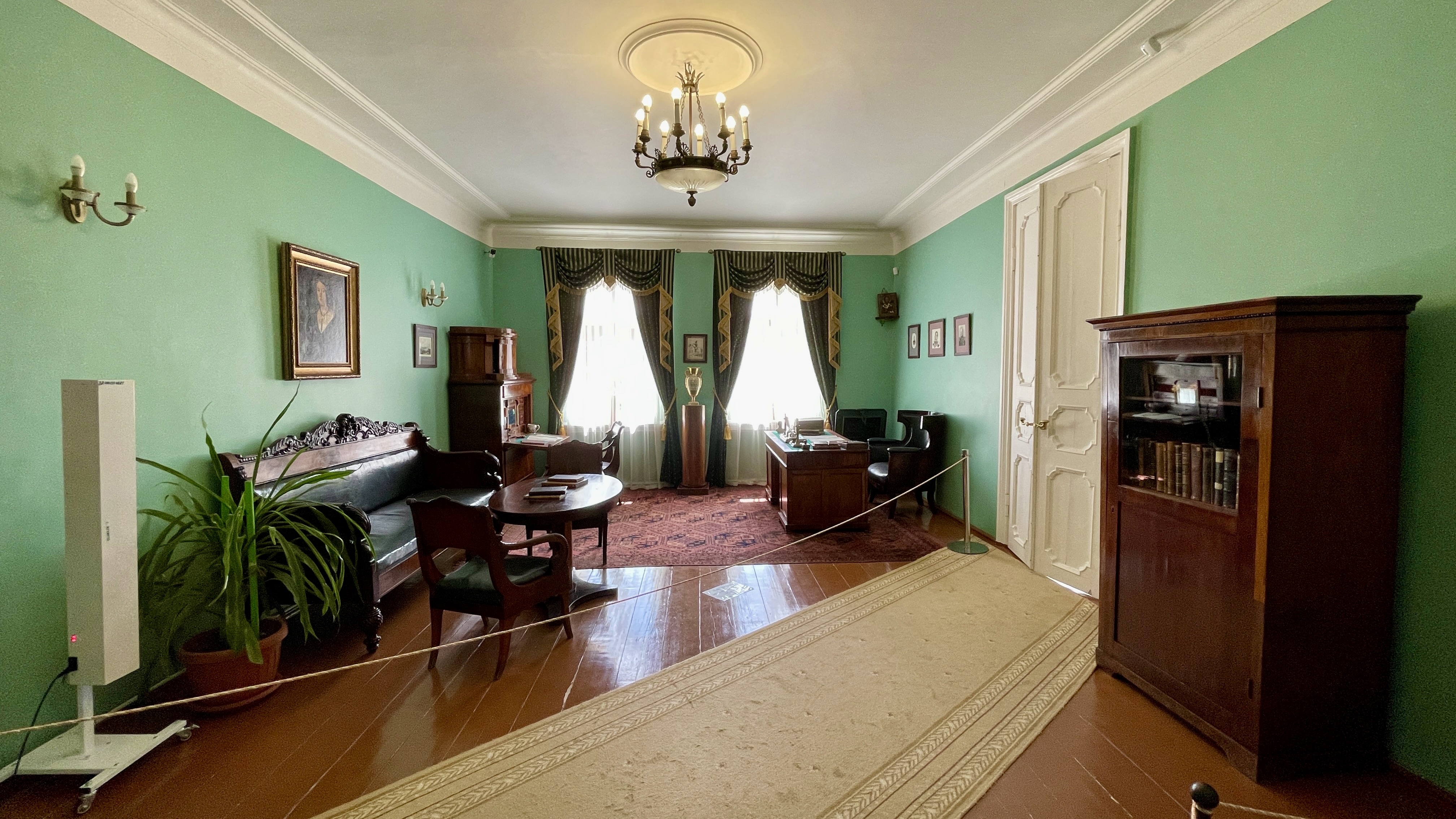
Кабинет отца
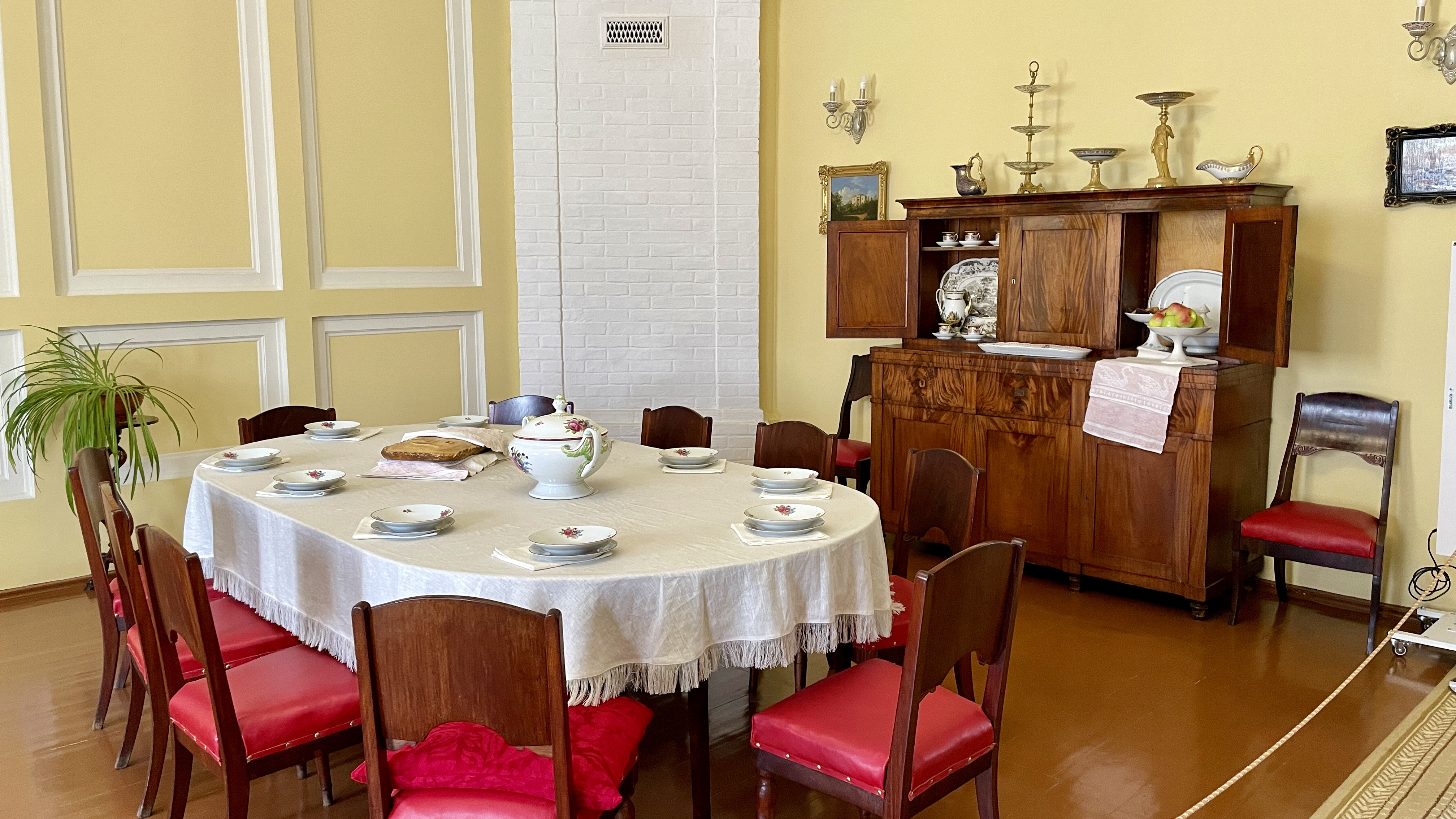
Столовая
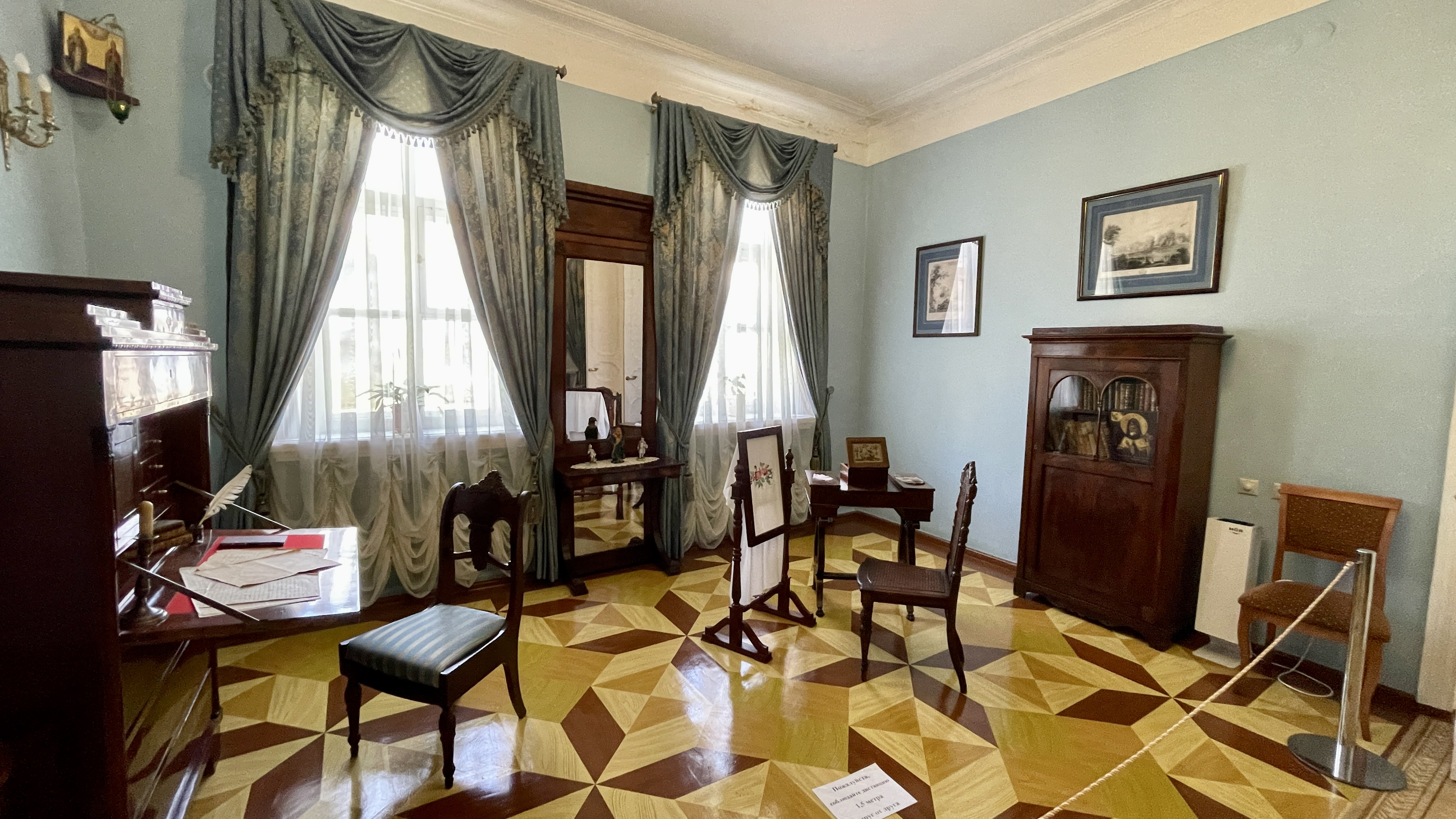
Голубая гостиная
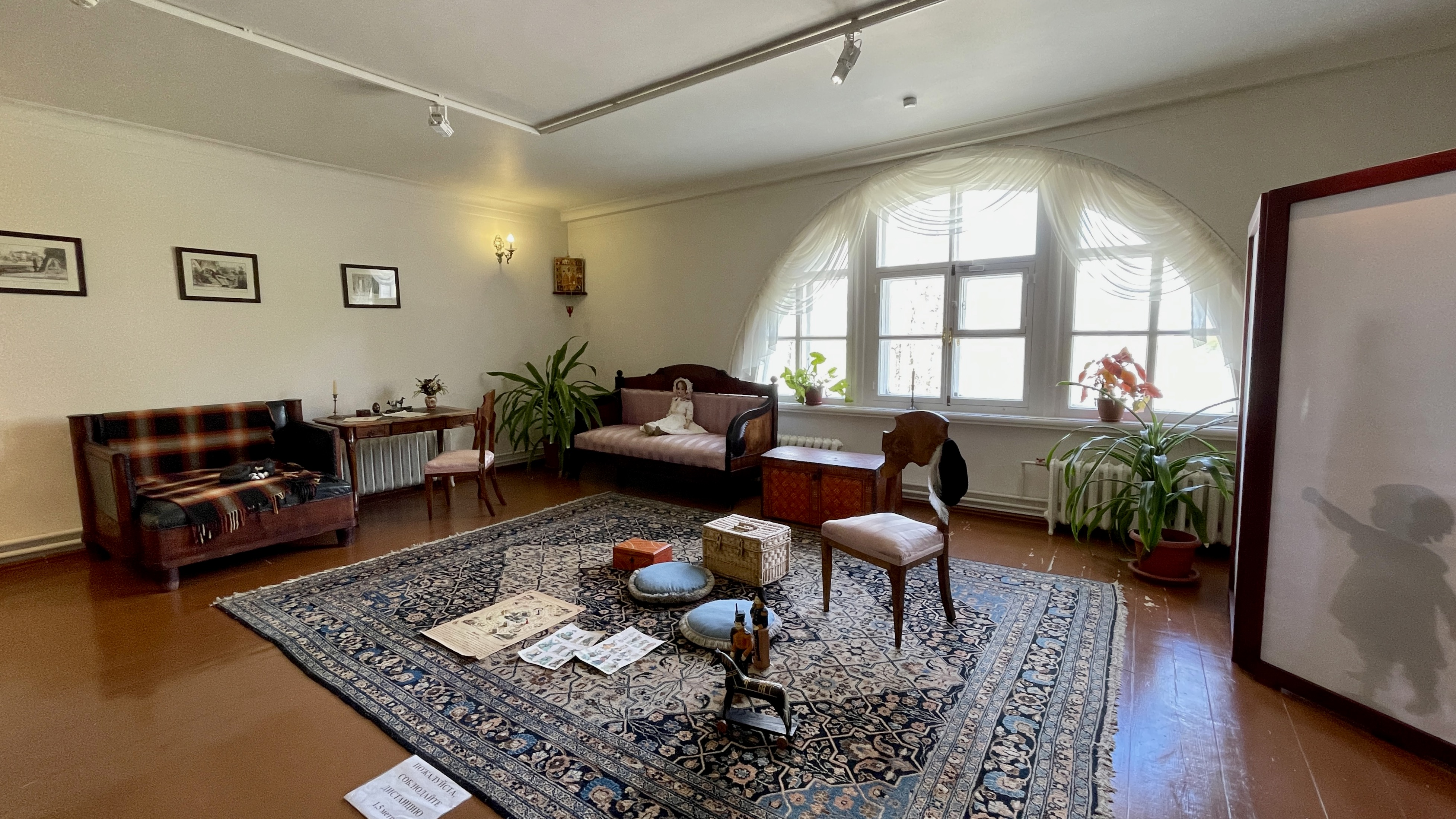
Детская в мезонине
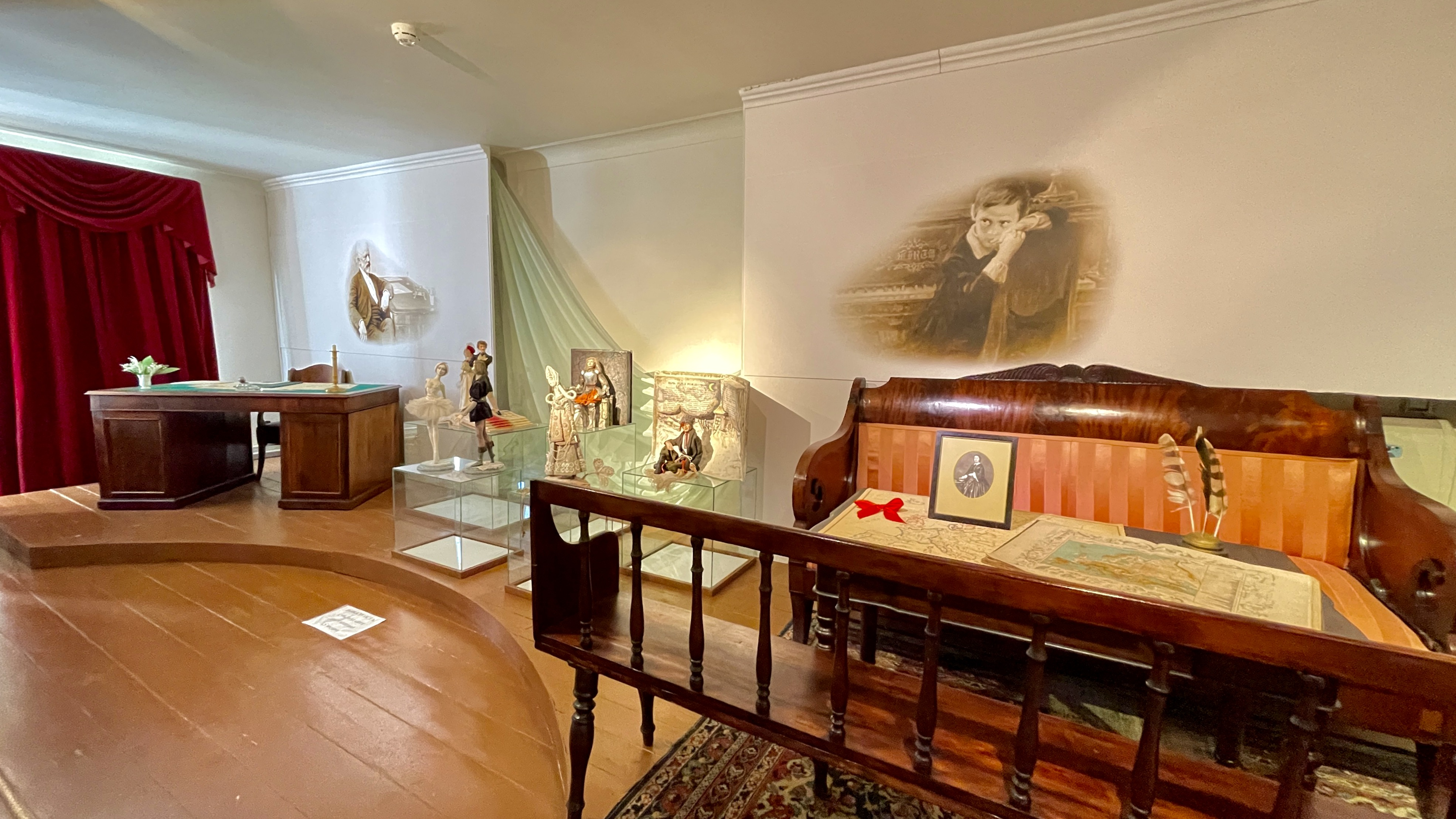
Классная комната в мезонине
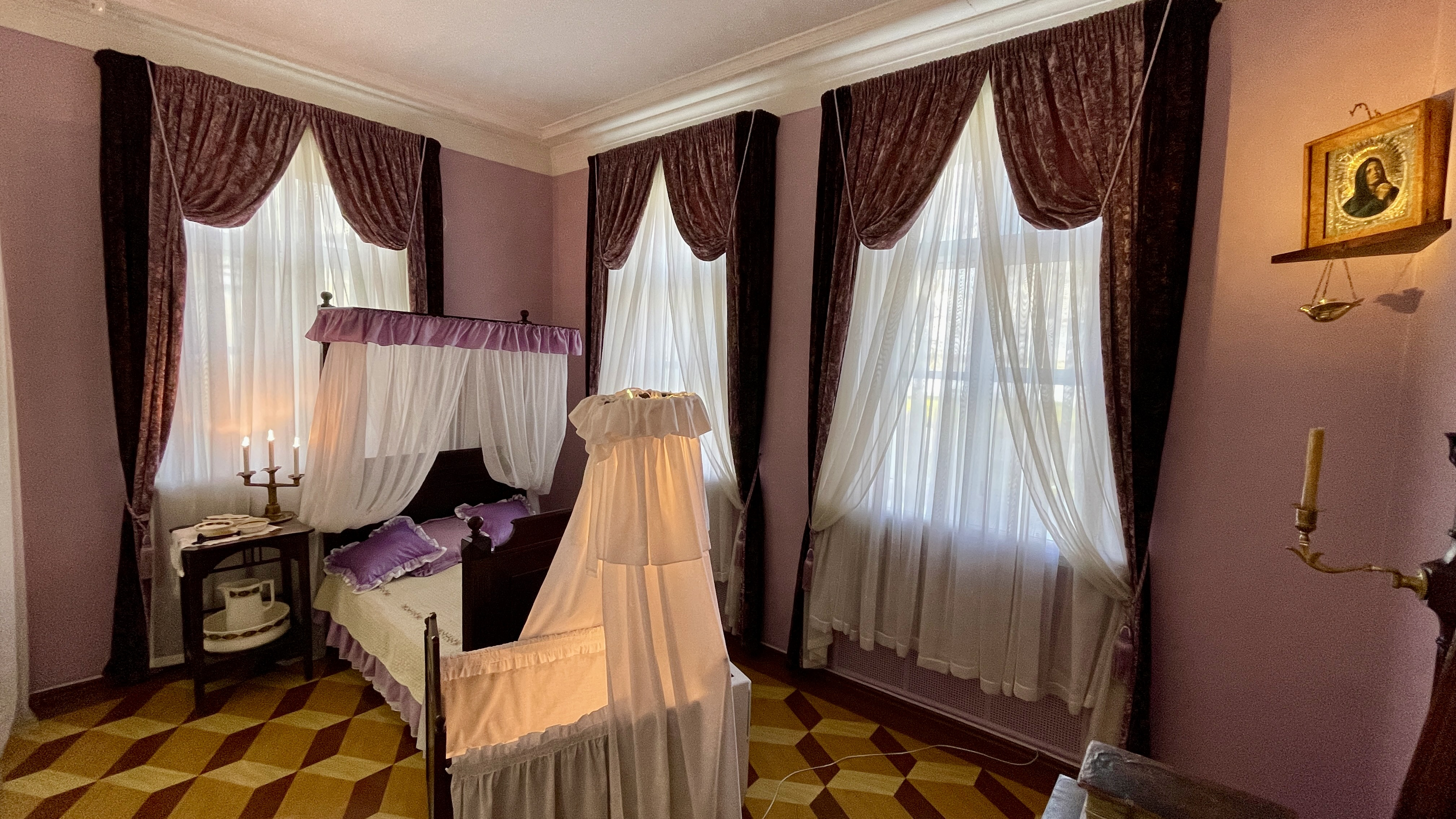
Спальня родителей
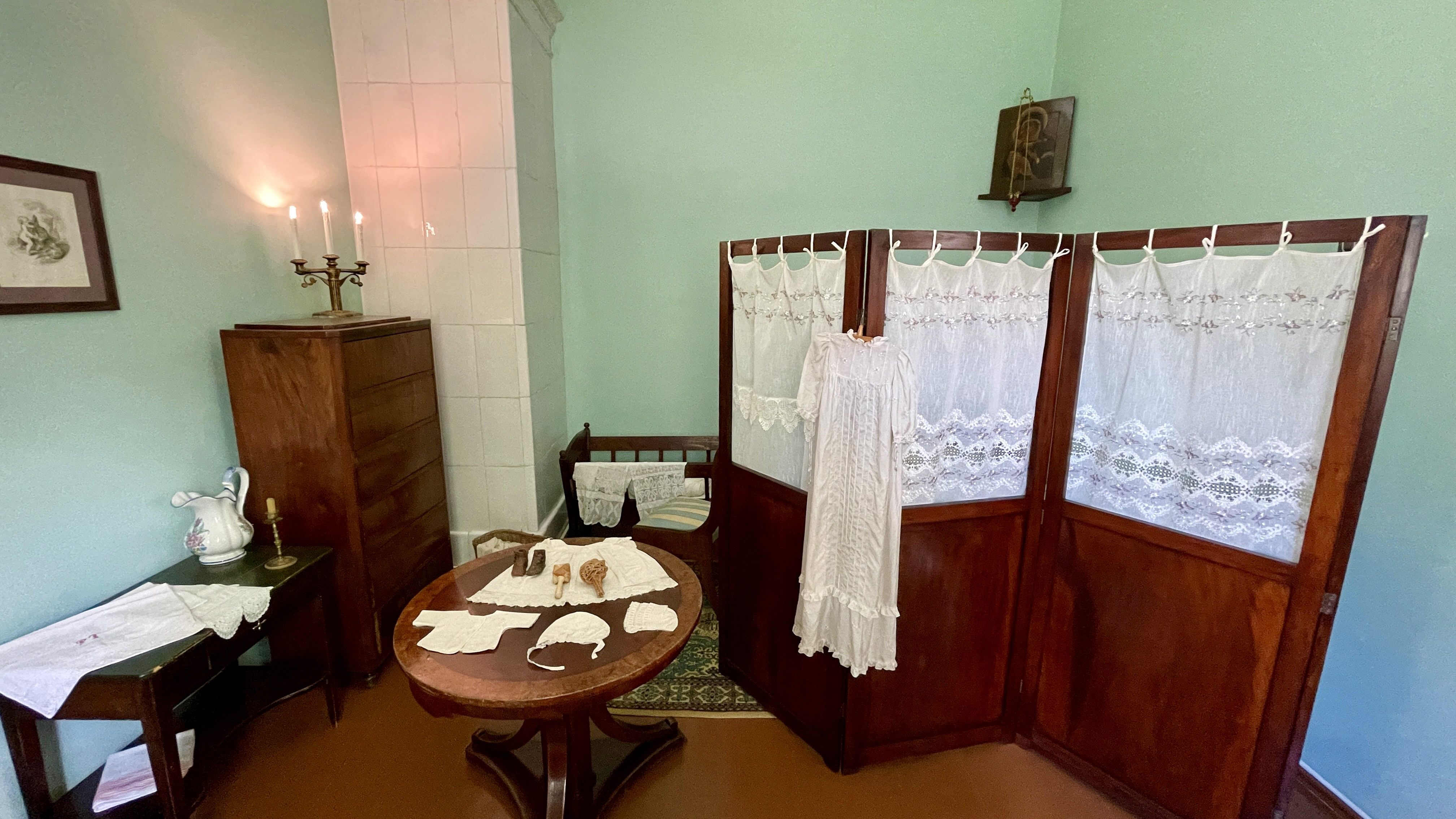
Пеленальная комната
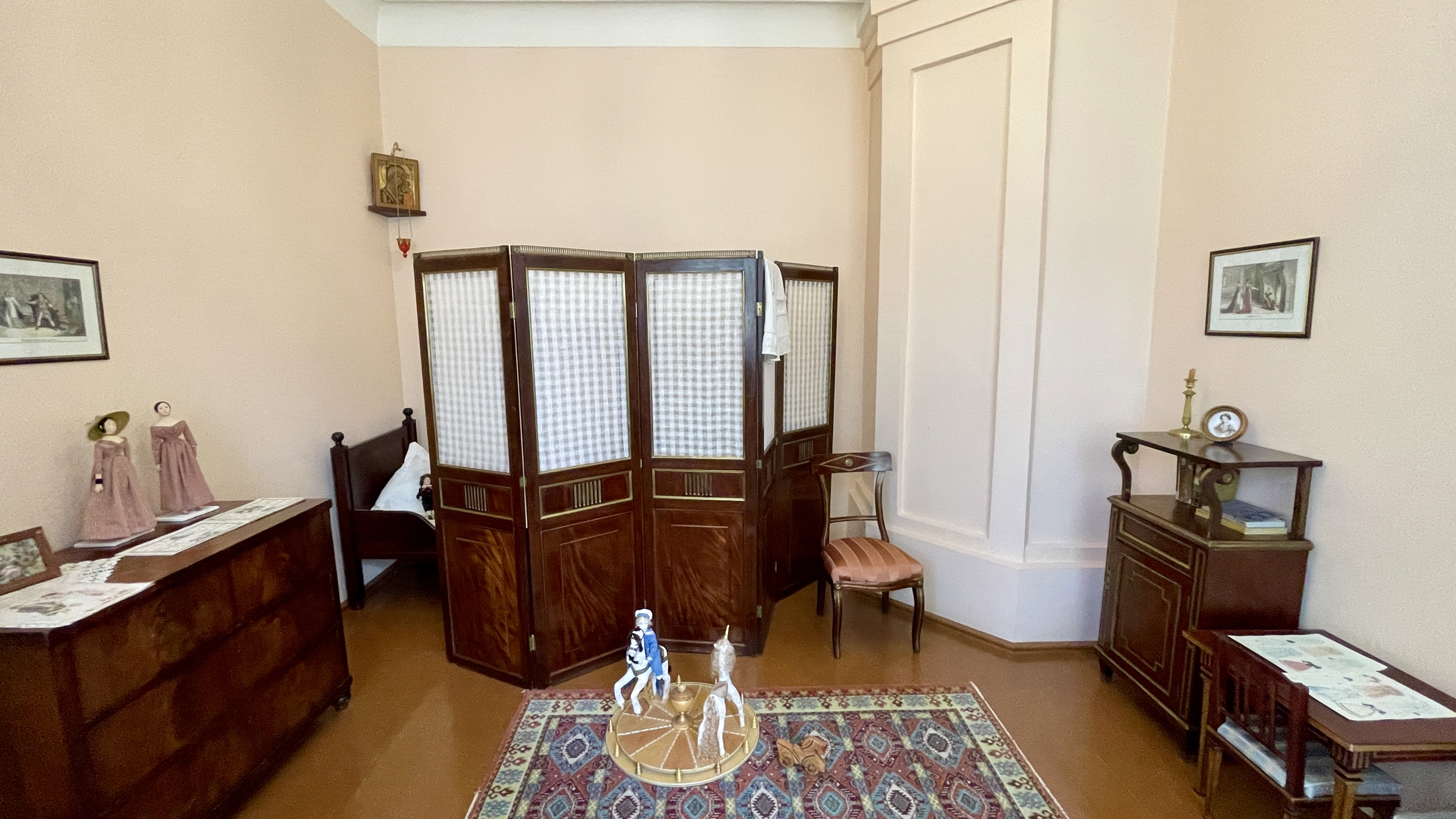
Детская комната
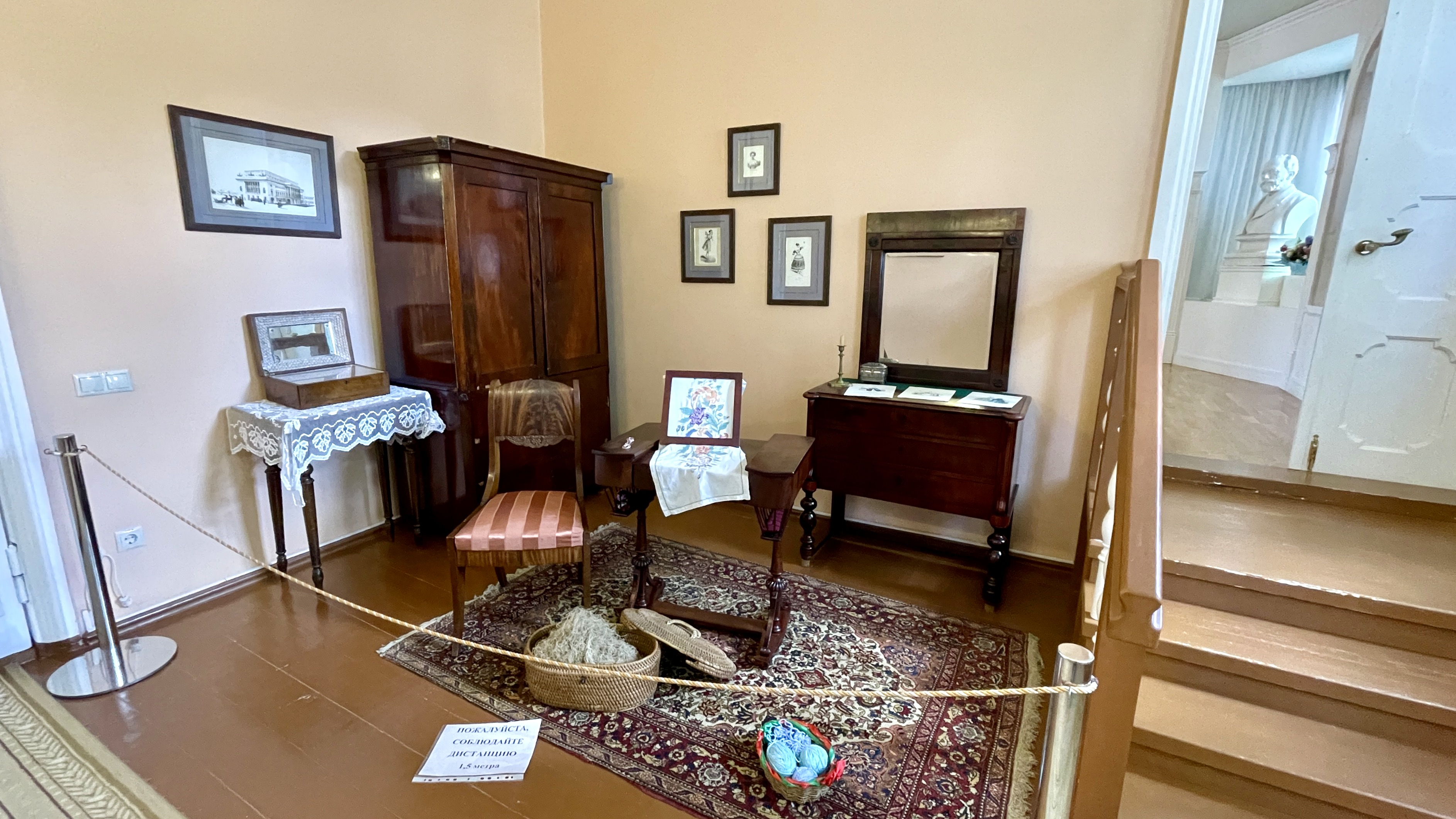
Девичья комната